# 3GPP
3GPP (англ. 3rd Generation Partnership Project) — консорциум, разрабатывающий спецификации для мобильной телефонии. Создан в 1998 году.
Основное направление работы — разработка технических спецификаций и технических отчётов в области сетевых технологий и радиодоступа в мобильных системах. Консорциум разработал стандарты:
- WCDMA
- HSPA,
- LTE,
- LTE Advanced,
- 5G.